# Johansson
Johansson è un cognome di lingua svedese. Deriva dal patronimico Johansson, figlio di Johan (Giovanni).